# Медаль «За вашу и нашу Свободу»
Медаль «За вашу и нашу Свободу» — государственная награда Польской Народной Республики.

## История
Медаль «За вашу и нашу Свободу» учреждена в соответствии с Декретом Государственного Совета Польской Народной Республики от 18 октября 1956 года. Медаль предназначалась для награждения польских добровольцев — бойцов интернациональных бригад, сражавшихся в период Гражданской войны в Испании в 1936-1939 годах на стороне республиканцев.

## Описание медали
Медаль «За вашу и нашу Свободу» круглая диаметром 35 мм, изготавливалась из серебра.
На лицевой стороне медали помещено рельефное изображение генерала Кароля Сверчевского (генерала «Вальтера») — командира 13-й интернациональной бригады им. Домбровского (позже — командира 35-й интернациональной дивизии).
Вдоль краев медали — надпись выпуклыми буквами: «ZA WASZĄ WOLNOŚĆ I NASZĄ». Надпись представляет собой исторический лозунг, употребляемый на штандартах повстанцами ноябрьского восстания 1830 года. 
На оборотной стороне медали — изображение трехлучевой звезды (знака республиканцев) с надписью в три строки по центру: «XIII / BI / 1936—1939». Звезда окружена венком из ветвей лавра, перевитых в нижней части лентой. В нижней части медали дата: «1956». Вдоль краев медали — надпись: «DĄBROWSZCZAKOM».
Все изображения и надписи на оборотной стороне медали выпуклые рельефные.
В верхней части медали имеется ушко с кольцом, с помощью которого она крепится к ленте. Кольцо с лицевой стороны украшено орнаментом.
Лента медали «За вашу и нашу Свободу» шелковая муаровая красного цвета шириной 35 мм с продольной полосой белого цвета шириной 5 мм по центру.
Медаль «За вашу и нашу Свободу» носится на левой стороне груди после креста «За битву под Ленино».